# Dahlhausen (Heiligengrabe)
Das Dorf Dahlhausen im Brandenburger Landkreis Ostprignitz-Ruppin ist ein Gemeindeteil Blumenthals, welches wiederum als Ortsteil zur Gemeinde Heiligengrabe gehört.

## Geografie und Infrastruktur
Von Norden nach Süden verläuft durch den Ort die L145, die innerorts als Straße der Einheit bzw. Chausseestraße geführt wird. Hinter dem am nördlichen Ortseingang befindlichen Friedhof führt eine Abbiegung nach Westen in den Kirschweg. Weiter die Chausseestraße hinunter zweigt die Horster Straße nach Osten ab, in der unter anderem die Dorfkirche steht.
| Jahr | Bevölkerung | Jahr | Bevölkerung               |
| ---- | ----------- | ---- | ------------------------- |
| 1734 | 140         | 1858 | 254                       |
| 1772 | 134         | 1871 | 230                       |
| 1791 | 150         | 1895 | 284                       |
| 1801 | 123         | 1925 | 364, dazu 15 in Buchhorst |
| 1817 | 177         | 1939 | 515                       |
| 1837 | 256         | 1946 | 992                       |

## Geschichte
Archäologische Funde zeugen um Dahlhausen von bereits ur- und frühgeschichtlichen Hinterlassenschaften aus der Steinzeit, der Bronzezeit und früheren Eisenzeit sowie von den Slawen. Daneben wurden auch Überreste aus dem Mittelalter gefunden.
Früheste Erwähnungen des Ortes existieren für die Jahre 1479 als Dalhusen und 1487 als Dalehusen. Zu dieser Zeit gehörte es zur Herrschaft des Adelsgeschlecht von Blumenthal zu Horst, deren Lehnsherr bis zur Reformation der Havelberger Bischof war. Im Jahr 1810 wurde das Dorf mitsamt dem Gut Horst an den Grafen von Wartensleben verkauft. Vor 1817 ging es an die von Ribbeck zu Horst, in deren Händen es bis nach 1850 blieb. Jedoch noch vor 1856 kam Horst und Dahlhausen in die Hand von Möllendorf zu Krampfer und blieb es bis 1872.
1925 wurde ein Teil des Dorfes amtlich zum Ausbau Buchhorst. Er gehörte dem Landwirt Fritz Schramm und hatte eine Fläche von über 300 Morgen. Im Jahr 1928 wurde Horst eingemeindet. Für 1931 bestand Dahlhausen mit den Wohnplätzen Bahnhof Blumenthal (Mark), Buchhorst, Horst, Jägerhaus und Ziegelei; 1957 mit dem Wohnplatz Waldhof. Ab 1957 fand eine gemeinsame Verwaltung mit der Gemeinde Blumenthal statt. Die Eingemeindung mit Horst in die Gemeinde Blumenthal erfolgte 1963. Dahlhausen wurde folgend ein Ortsteil Blumenthals. Durch die Gemeindereform Brandenburgs im Jahr 2003 wurde Blumenthal und damit Dahlhausen zusammen mit weiteren zur Gemeinde Heiligengrabe zusammenfasst.
Bis 1816 gehörte Dahlhausen zum Kyritzischen Kreis, folgend bis 1952 zum Kreis, später Landkreis Ostprignitz, von da an zum Kreis Pritzwalk und seit der brandenburgischen Kreisreform 1993 zum Landkreis Ostprignitz-Ruppin.

## Sehenswürdigkeiten
Im Dorf befindet sich eine Friedenseiche. Weiterhin besitzt der Ort eine denkmalgeschützte Kirche. Eine Dorfkirche in Dahlhausen wurde für das Jahr 1508 erstmals erwähnt. Dendrochronologische Untersuchungen des Kirchenschiffs datieren die Holzkonstruktion auf das Jahr 1569. Es handelt sich um ein Fachwerkgebäude mit einem massiven Backsteinturm, mittlerweile nur noch teilweise verputzt.
Vor der Nordfassade des Kirchbaus stehen ein größeres Ehrenmal und ein kleinerer Gedenkstein für die Gefallenen und Opfer der Weltkriege. Daneben steht ein weiterer Gedenkstein in der Horster Straße, der an die Völkerschlacht bei Leipzig 1813 erinnert.

## Söhne und Töchter
- Richard Guthke (geb. 26. April 1870 im Dahlhausen, gest. 18. September 1936 in Dahlhausen; Landwirtschaftslehrer ab 1895 in Soest, 1899–1908 Direktor der Landwirtschaftlichen Kreis-Winterschule in Bergen (Landkreis Celle) und 1908–1934 Direktor der Landwirtschaftsschule in Lüneburg), Vater des Museologen und Prignitz-Forschers Albert Guthke; letzterer lebte selbst zwischen 1946 und 1960 im Ort

## Galerie

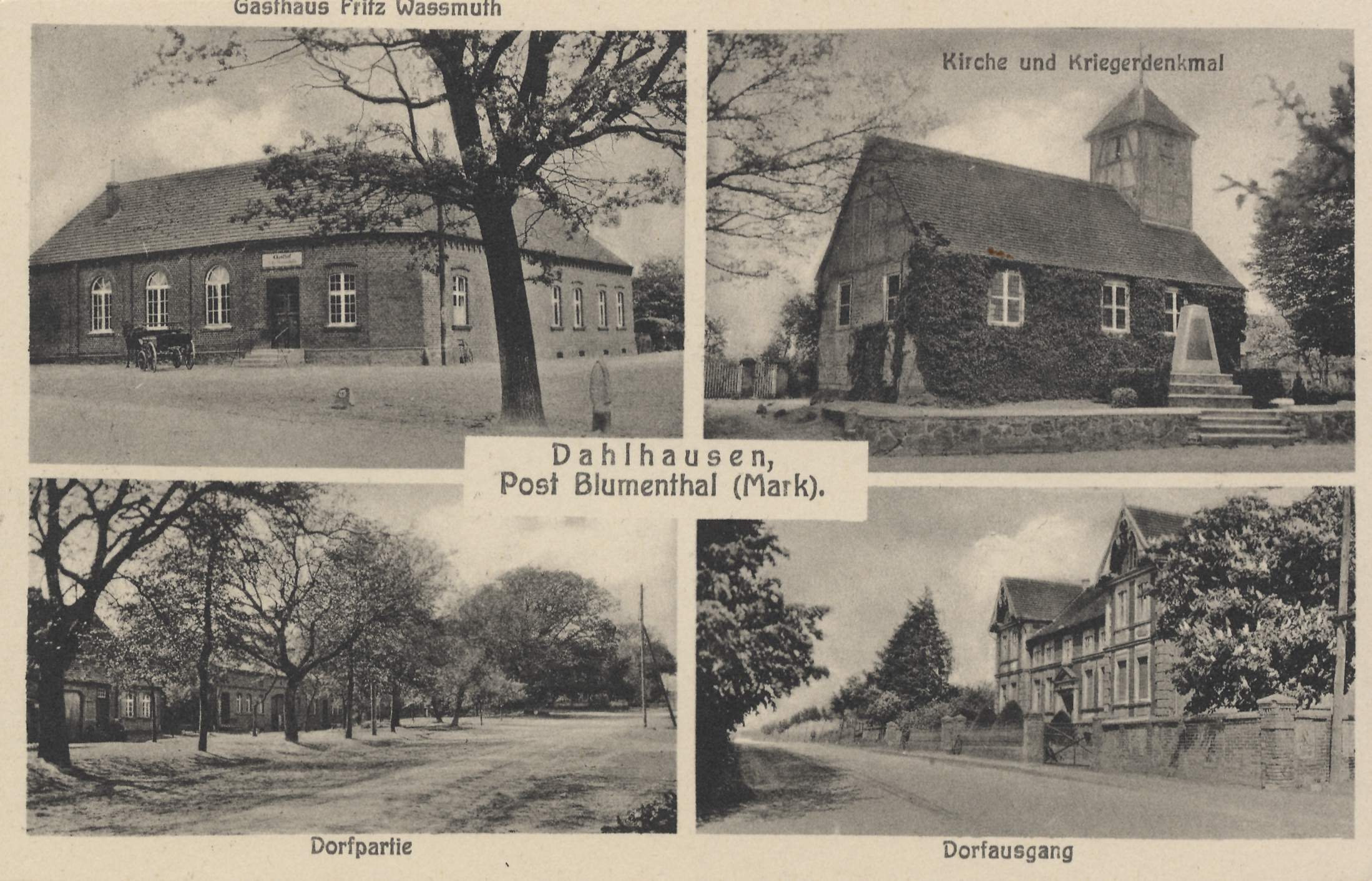
Ansichtskarte, erste Hälfte 20. Jahrhundert; Sie zeigt von links oben nach rechts unten: das Gasthaus, Kirche und Kriegerdenkmal, Dorfpartie, Dorfausgang
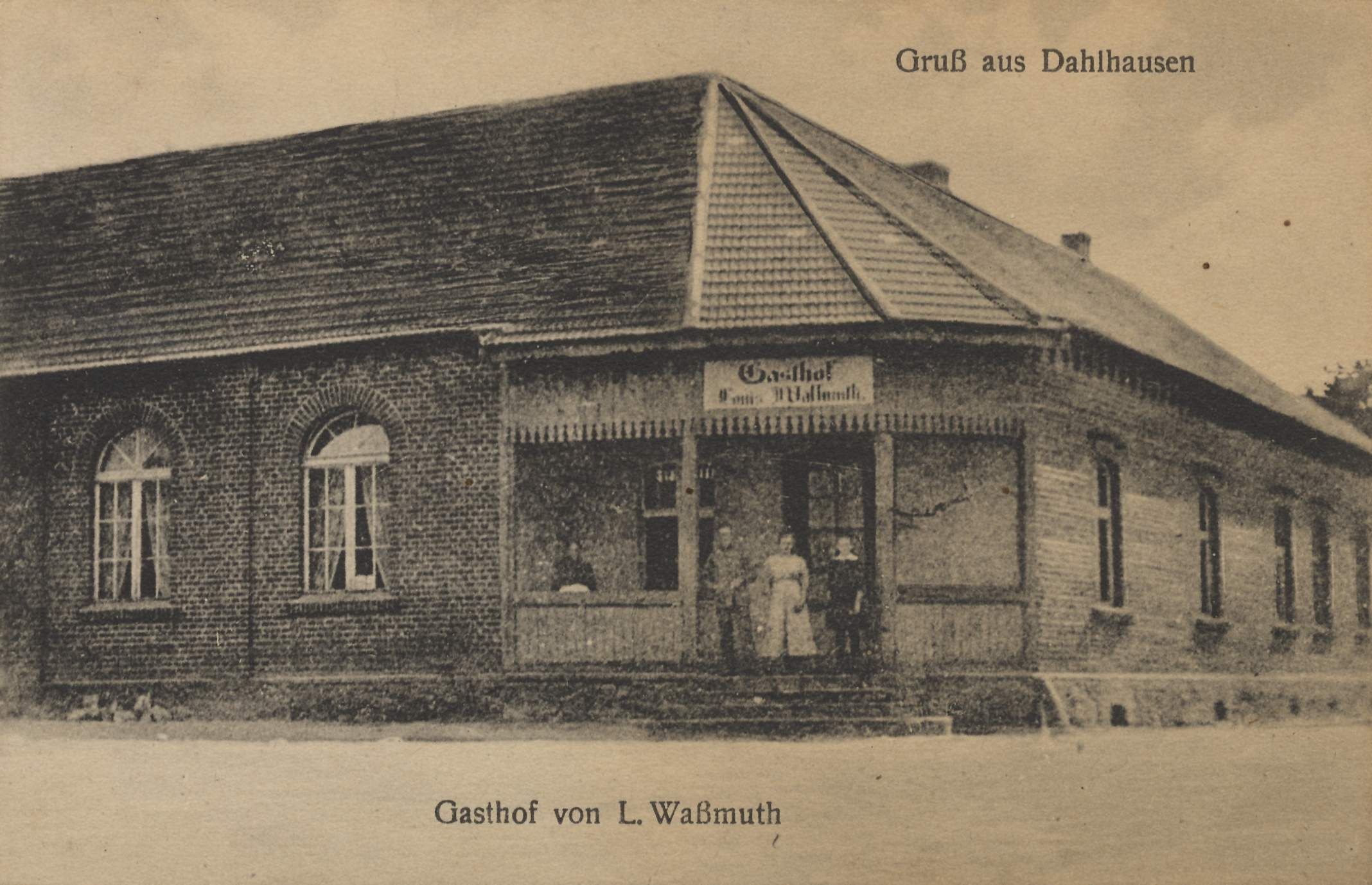
Ansichtskarte, erste Hälfte 20. Jahrhundert; Sie zeigt den Gasthof.
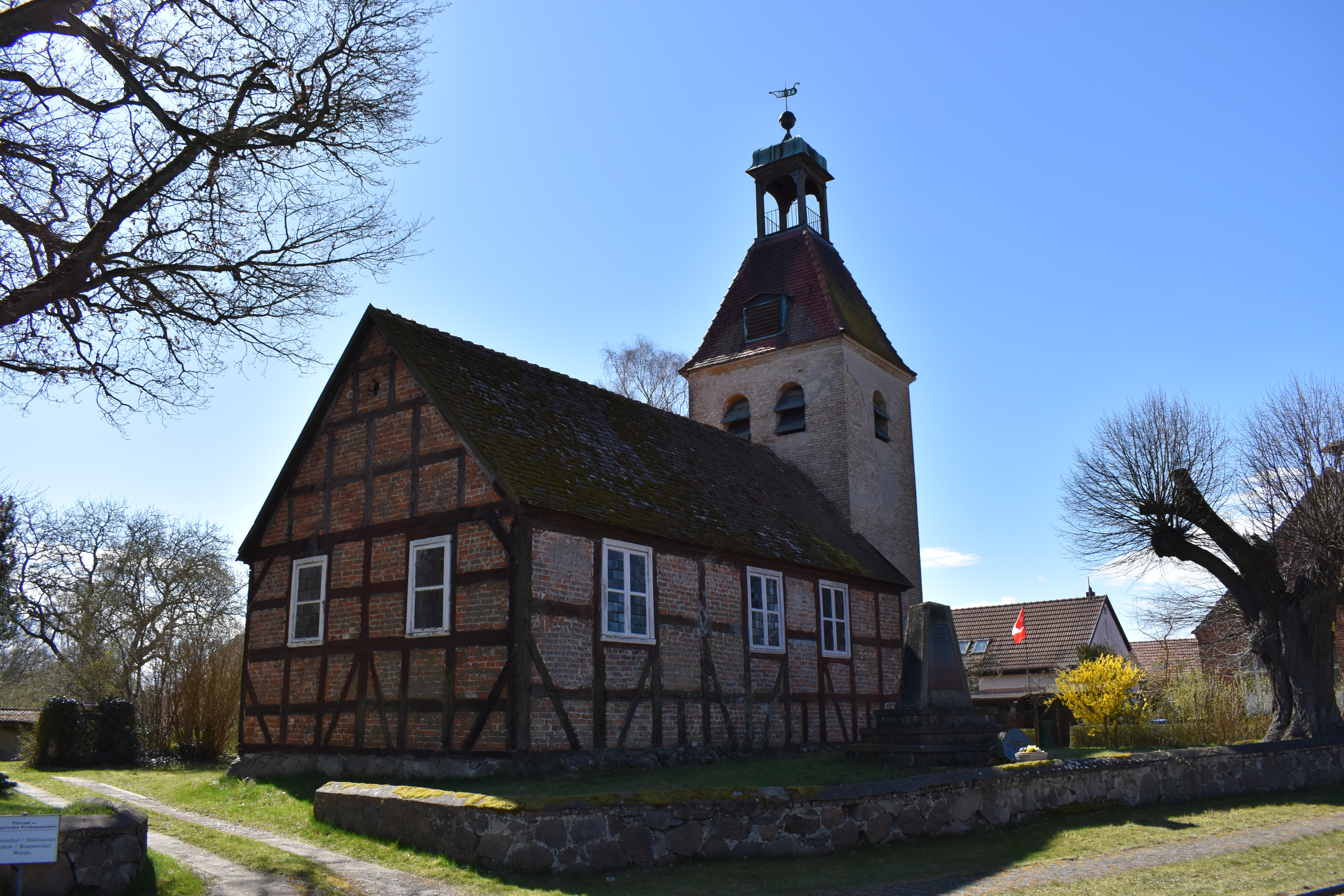
Dorfkirche
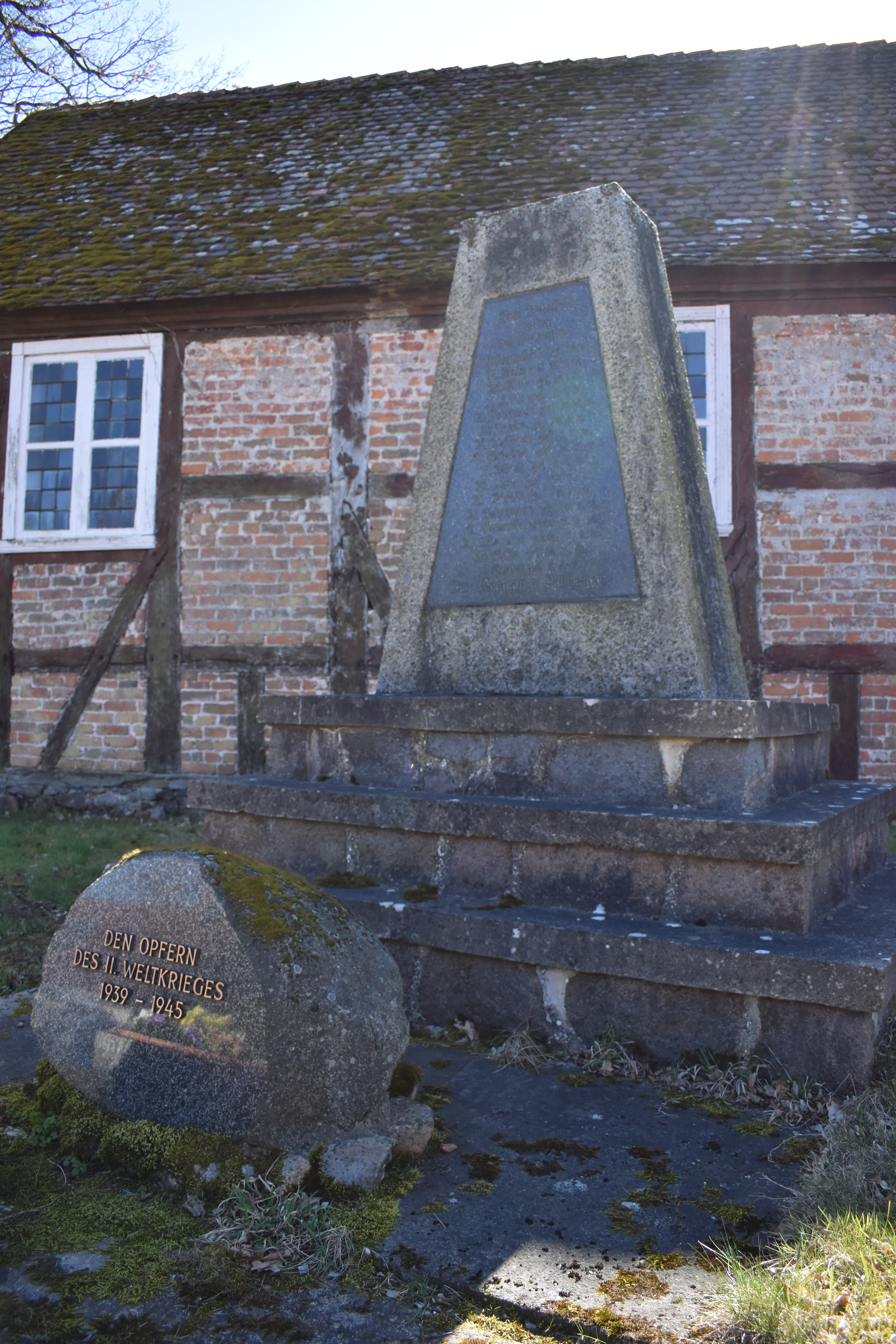
Kriegerdenkmal und Gedenkstein für Ersten und Zweiten Weltkrieg
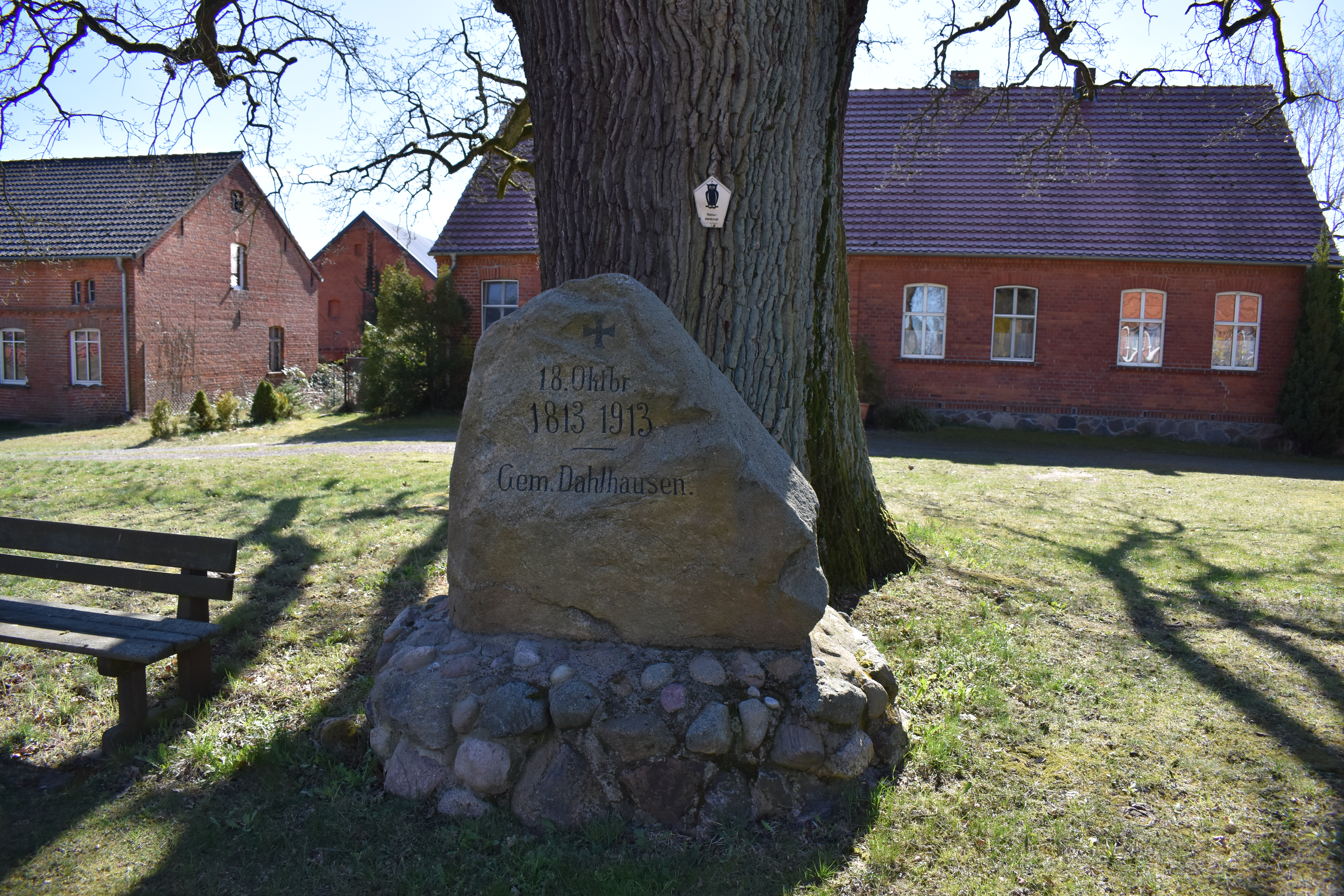
Gedenkstein Völkerschlacht